# Velòdrom Miguel Indurain
El velòdrom Miguel Indurain, està situat a la localitat espanyola de Tafalla (Navarra).
Duu el nom del mític corredor espanyol Miguel Indurain d'Olaz (Navarra) guanyador de 5 Tours de França seguits a la dècada dels 90, entre moltíssims altres triomfs
Es tracta d'un velòdrom cobert, de ciment, de 250 metres, en un recinte poliesportiu i funcional, i que va ser inaugurat de forma espectacular el mes d'agost de 2005, en el Campionat de Detecció de Talents
Fou l'escenari dels Campionats d'Espanya de ciclisme en pista open del 2005, 2006 i 2013.
Ha fet de Tafalla, la gran referència del ciclisme espanyol de pista, ja que el mes de juliol del 2006 també acollí els Campionats d'Espanya juvenils.